# Masacre de Plan de Sánchez
La masacre Plan de Sánchez se produjo en el poblado guatemalteco de Plan de Sánchez, departamento de Baja Verapaz, el 18 de julio de 1982. Más de 250 personas (principalmente mujeres y niños, y casi exclusivamente de la etnia maya achí) fueron abusadas sexualmente, torturadas y asesinadas por miembros de las Fuerzas Armadas de Guatemala y sus aliados paramilitares de las PAC (Patrullas de Autodefensa Civil).
Los asesinatos ocurrieron durante una de las fases más violentas de la Guerra civil de Guatemala, que arremetió contra varios grupos de insurgentes izquierdistas en contra del gobierno y las fuerzas armadas. Después de asumir el poder en marzo de 1982, el presidente Efraín Ríos Montt lanzó una campaña militar genocida, destruyendo la insurgencia, a costa de muchas vidas y casos de violación a los derechos humanos. La masacre en Plan de Sánchez fue un elemento en la política de tierra quemada del gobierno, y el pueblo fue el objetivo debido a la sospecha de las autoridades de que los habitantes estaban albergando o ayudando a los grupos guerrilleros.
Después de la masacre, el pueblo fue prácticamente abandonado por algunos años y a los sobrevivientes les fue dicho que se tomarían represalias si ellos hablaban sobre el incidente o revelaban la ubicación de las numerosas fosas comunes que habían ayudado a cavar. Con el regreso gradual de la democracia, que empezó a finales de los años 80 y a principios de los 90's, muchos de los sobrevivientes sintieron que podían comenzar a hablar de los asesinatos sin temer por sus vidas. Varias acusaciones fueron archivadas con las autoridades en 1992 y, en 1993, una investigación criminal fue lanzada. De cualquier manera, haciendo frente a retrasos y otras irregularidades en los procedimientos, y obstruida por una Ley de Reconciliación Nacional que permitía amnistías a los perpetradores acusados, los sobrevivientes vieron que las ayudas legales de Guatemala no fueron efectivas en este caso, y consecuentemente decidieron presentar una queja con la Comisión Interamericana de Derechos Humanos (CIDH) en 1996.
La CIDH procesó la demanda, recibió un reconocimiento parcial de la responsabilidad institucional del presidente electo democráticamente Alfonso Portillo en el primer año de su mandato, y finalmente aludió el caso a la Corte Interamericana de Derechos Humanos para juicio y arreglo final. En 2004, la Corte Interamericana decretó dos juicios, en los que se estableció la deuda de Guatemala en el caso y se solicitaron varias formas de compensación (monetarias, no monetarias y simbólicas) a los sobrevivientes y los parientes de los fallecidos.